# Пиоро, Игорь Станиславович
Игорь Станиславович Пиоро (18 февраля 1948, Берди́чев, Житомирская область — 4 января 2005, Киев) — советский и украинский историк и археолог, специалист по истории и археологии Крыма позднеримского времени и раннего средневековья. Кандидат исторических наук (1989). Работал в Киевском государственном университете. Начальник новостроечной археологической экспедицией Кафедры археологии и музееведения (1976-1993).

## Биография
Родился 18 февраля 1948 года в Бердичеве. Родители — Станислав Петрович Пиоро, врач, и Ванда Ивановна Рутковская, экономист. Закончил среднюю школу № 53 в Киеве в 1966 году. Поступил на исторический факультет Киевского государственного университета им. Т. Г. Шевченко. Студентом принимал участие в Ольвийской и Крымской экспедициях Института археологии АН Украины, участвовал в раскопках на Мангупе. В 1968 году участвовал в экспедиции «Одры-68», организованной Лодзинским университетом и союзом польских студентов на Гданьском Поморье в Польше, где под руководством доктора Ежи Кмецинского исследовал могильники первых веков нашей эры в Одрах и Вензерах. Защитил диплом с отличием по специальности историк-археолог, музеевед, преподаватель истории и обществоведения. В 1971 году поступил в аспирантуру при Кафедре археологии и музееведения, которую окончил в 1974 году.
В своих первых статьях он приходит к собственным выводам в трактовке ряда археологических материалов юго-западного Крыма: в этническом определении Ай-Тодорского могильника, локализации области Дори и других. Рассматривал соотношения понятий «этнос», «этнокультурная общность», «хозяйственно-культурная общность», «археологическая культура» в статье «Етнос та археологічна культура» (1974). В тот же период выпустил несколько работ по преподаванию археологии в высшей школе и работал над диссертацией.
Его выводы не вписывались в концепцию этнической истории раннесредневекового Крыма, принятого в советской науке в тот момент. Диссертация не была принято к защите, даже несмотря на поддержку Е. В. Веймарна и В. В. Кропоткина. Его работа пыталась изменить полное игнорирование германских элементов в истории Крыма (результат послевоенного противодействия обоснованиям нацистской концепции Готенланда в Крыму). Он критиковал практику искать и находить повсюду славян. Он устроился на работу в научно-исследовательскую часть университета, где проработал до 2002 года.
С 1976 по 1993 годы руководил хозрасчетной новостроечной археологической экспедицией НИЧ при Кафедре археологии и музееведения. Она была организована в 1974 году профессором Д. Я. Телегиным для спасательных раскопок курганов, попадающих в зону прокладки Каменской оросительной системы в Днепропетровской области. За почти 20 лет работы экспедиции под руководством И. С. Пиоро и при его личном участии были исследованы 262 кургана, более 2000 погребальных комплексов. Находки представлены в музее кафедры археологии и музееведения Киевского университета и его фондах.
И. С. Пиоро смог защитить кандидатскую диссертацию только в 1989 году. В 1992 году ему присвоили звание старшего научного сотрудника. В 1993 году сворачивание финансирования (в новостроечной археологии оно шло за счет средств строительных организаций) и проблемы со здоровьем заставили его прекратить работу в поле. До 2002 года он был научным руководителем исследовательских работ. Член-учредитель Общества археологии и антропологии, член редакционной коллегии изданий общества и кафедры. В 1999—2003 годах был ответственным секретарем сборника «Vita Antiqua». В сентябре 2002 года вышел на пенсию по инвалидности, продолжал публиковать статьи. Умер 4 января 2005 года от продолжительной болезни.